# Mother's Cookies
Mother's Cookies est une marque de gâteaux qui avait à l'origine une boulangerie à Oakland, en Californie, qui a fonctionné de 1914 à 2008,. Une société sœur, Archway Cookies de Battle Creek (Michigan), a été fondée en 1936. Mother's Cookies et Archway ont fait faillite en 2008. À son apogée, la société distribuait des cookies dans tous les États-Unis et était l'un des principaux fabricants de biscuits du pays. La société Kellogg's a acquis la marque Mother's Cookies et ses recettes en décembre 2008 et a remis la marque sur les rayons des épiceries de la côte ouest le 14 mai 2009,.

## Histoire

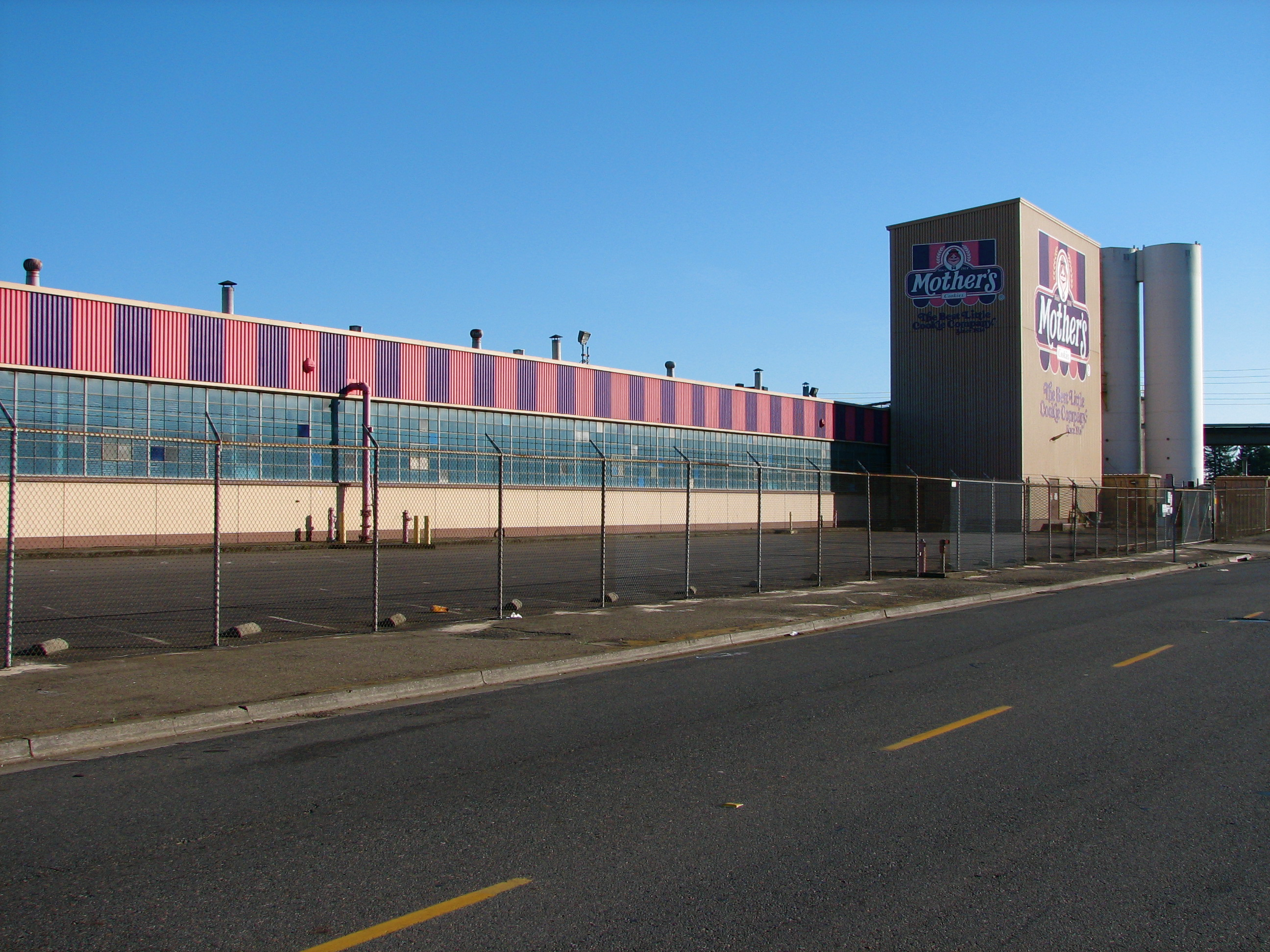
Usine de Mother's Cookies à Oakland en 2006.

Mother's a été fondée en 1914, lorsque le président Woodrow Wilson a déclaré que la fête des mères serait une fête nationale aux États-Unis. Son fondateur est NM Wheatley, un vendeur de journaux. L'entreprise a été vendue à Artal NV, une société belge, puis rachetée par Specialty Foods Corp., un conglomérat formé par Robert Bass.
Archway a été fondée en 1936 par les Swansons, un couple qui faisait cuire des biscuits tendres dans son garage. Les Swansons ont étendu leur entreprise à l'échelle nationale dans les années 1940, changeant son nom en Archway pour éviter tout conflit avec Swanson, un fabricant de repas surgelés. En 1962, ils ont vendu l'entreprise à leur vice-président, George Markham, qui a racheté la plupart des franchises au cours des années suivantes. Markham a à son tour vendu l'entreprise à deux employés, qui l'ont dirigée de 1983 à 1998. Elle a été revendue en 1998 à Specialty Foods, pour 100 millions de dollars,. Cette transaction a fait de Specialty Foods le troisième plus grand fabricant de biscuits des États-Unis après Keebler et Nabisco.
Les deux sociétés sont ensuite passées par une succession de propriétaires. En 2000, Specialty Foods a vendu Mother's et Archway à une entreprise italienne, Parmalat Finanziaria, pour 250 millions de dollars[réf. nécessaire]. En 2002, Mother's produisait 17,5 millions de biscuits par jour. Les ventes de biscuits ont commencé à baisser après 2000 en raison de la vogue des régimes à faible teneur en matières grasses et en glucides, bien que les ventes se soient améliorées lorsque la société a introduit les biscuits à faible teneur en matières grasses ; elles représentaient 10% du marché des biscuits aux États-Unis à la fin de 2004. Parmalat a déposé son bilan au milieu d'un scandale impliquant la vente illégale d'obligations d'entreprises. En 2005, Parmalat a revendu Mother's et Archway à Catterton Partners, une société de capital-investissement de Greenwich (Connecticut). Les nouveaux propriétaires ont fermé l'usine d'Oakland en 2006, licencié ses 230 employés et déplacé les opérations de boulangerie en Ohio et au Canada. La société a connu un scandale comptable en 2008 et été victime en octobre 2008 de la crise financière de 2007-2010 : elle a déposé son bilan sous le régime du chapitre 11 de la loi sur les faillites et a licencié tous ses employés.

### Retour de la marque et des produits
En décembre 2008, Lance Inc. a racheté les actifs d'Archway et a bientôt rouvert l'ancienne usine d'Archway à Ashland, dans l'Ohio. Le même mois, Kellogg's a été autorisé à racheter les actifs de Mother's Cookies avec l'intention de remettre les produits en rayons à la mi-2009. En mai 2009, Mother's Cookies est revenu dans les rayons des magasins, en même temps que Kellogg's lançait un site Web pour la marque. Après le retour de la gamme Mother's Cookies, les clients ont noté des changements de recettes, notamment  celle du biscuit Taffy[réf. nécessaire]. En avril 2019, Kellogg's a annoncé la revente de Mother's Cookies, parmi d'autres marques, au confiseur italien Ferrero SpA, créateur de Nutella.

## Produits

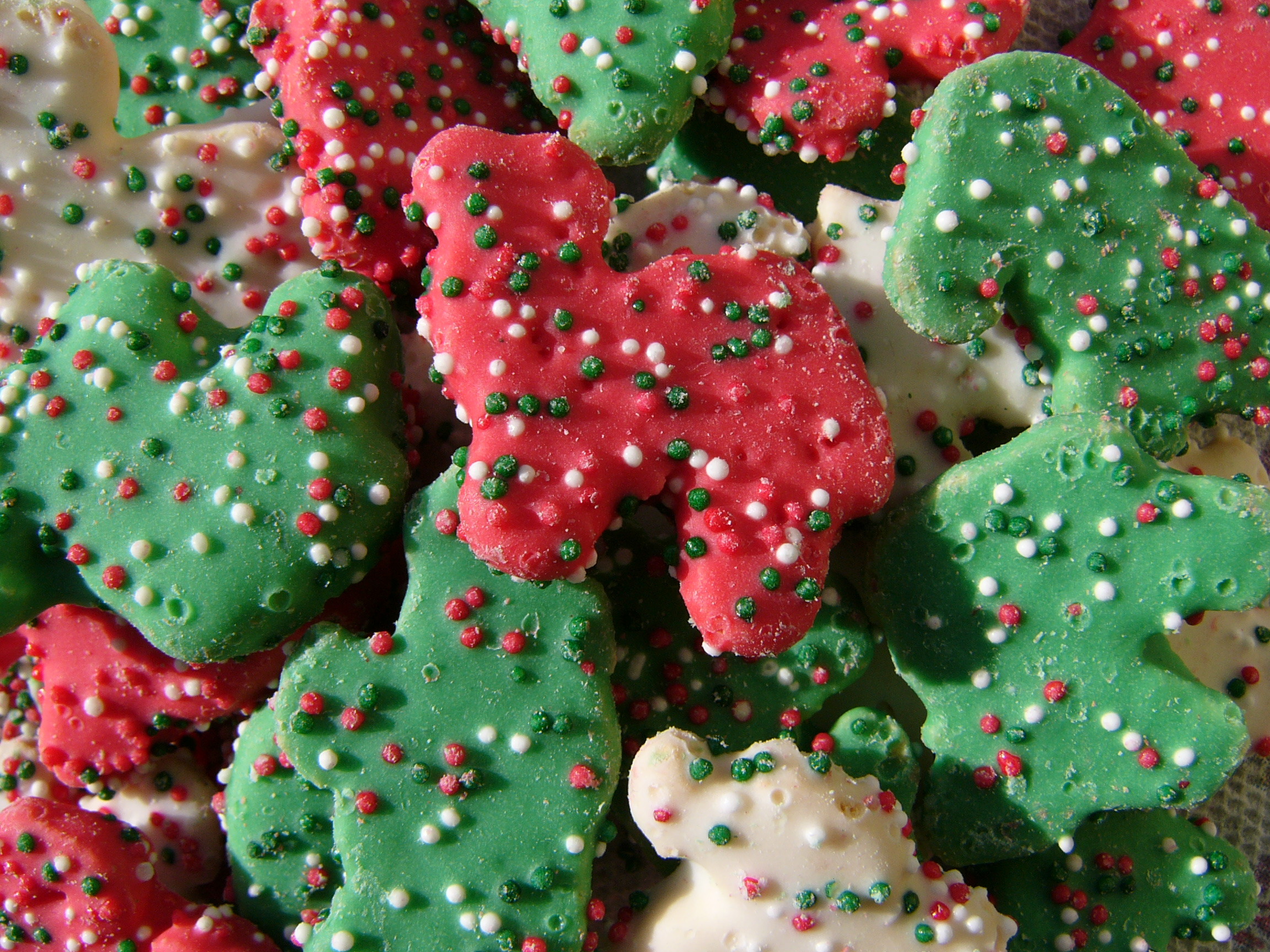
Version « vacances » des biscuits « animaux du cirque » de Mother's.

Mother's est connu pour ses biscuits « animaux du cirque» glacés roses et blancs, ses biscuits « Taffy Sandwich » (recette originale), ses « Peanut Butter Gauchos » et ses biscuits glacés aux flocons d'avoine,. Le produit le plus populaire d'Archway était Ruth's Oatmeal Cookies, basé sur une recette découverte par l'un de ses franchisés dans une foire agricole locale, qui représentait 40% de toutes ses ventes.

## Promotions
La société a inclus des cartes de baseball à collectionner dans ses paquets de biscuits, mettant en vedette la Ligue de la côte du Pacifique (1952-53) et plusieurs équipes de la Ligue majeure de baseball de la côte ouest (1983-2002). Beaucoup de ces cartes étaient distribuées par les équipes elles-mêmes comme cadeaux promotionnels au stade. Au cours de l'année de l'élection présidentielle de 1992, la société a également produit des cartes à collectionner mettant en vedette les présidents des États-Unis.